# Miła 18

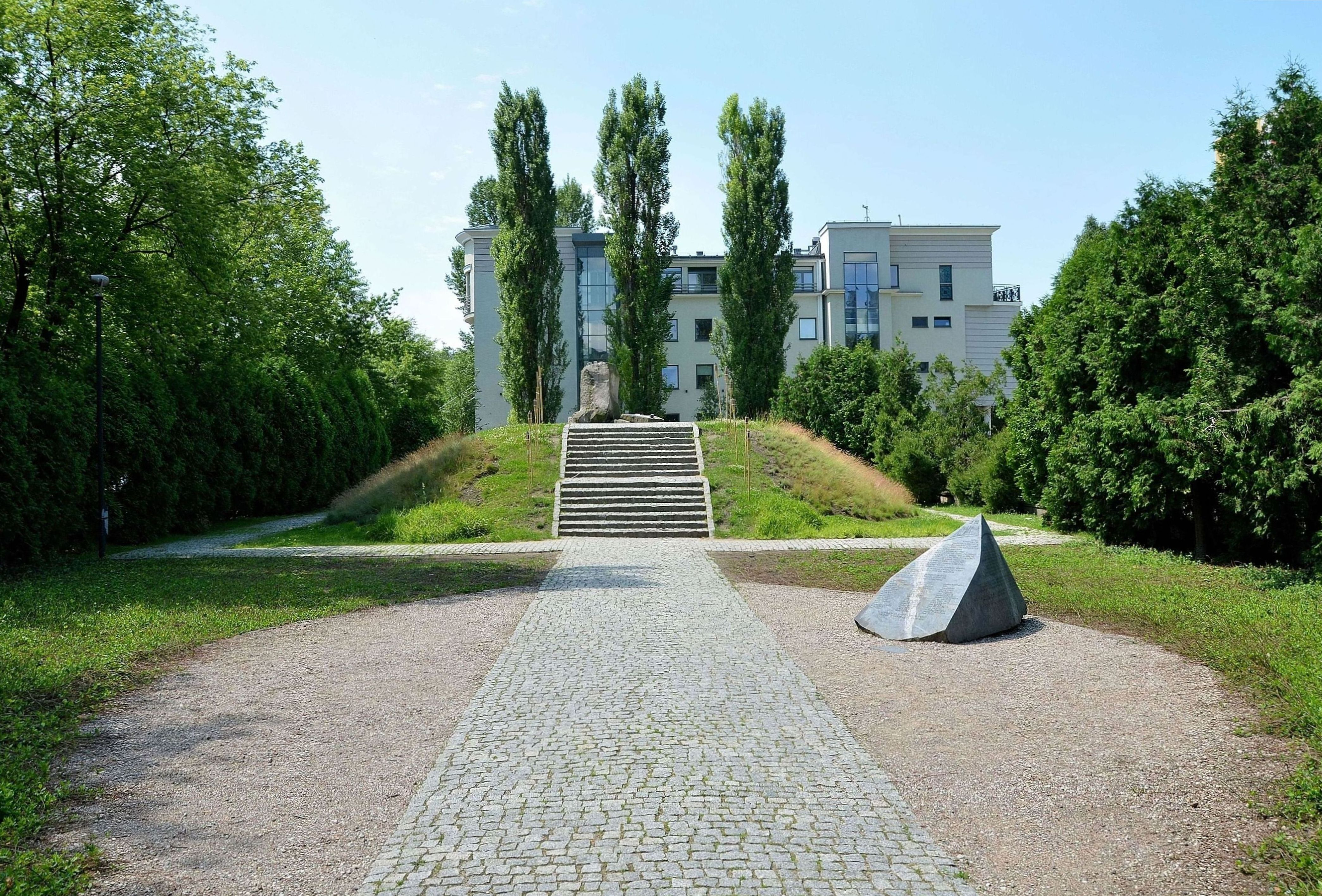
Gedenkheuvel op de ruïnes van Miła 18

Miła 18, ook bekend als de Anielewicz Bunker (Pools: Bunkier Anielewicza), was tijdens de laatste dagen van de opstand in het getto van Warschau in 1943 het hoofdkwartier van de Joodse Gevechtsorganisatie (Żydowska Organizacja Bojowa -ŻOB). Het was een ondergrondse schuilplaats op de kruising van ulica Miła en ulica Dubois in de wijk Muranów.  
Aan het einde van de opstand verschansten de laatste ŻOB strijders zich hier. Onder hen was ook hun commandant Mordechaj Anielewicz.  Velen van hen maakten zelf een einde aan hun leven toen het hoofdkwartier op 8 mei 1943 door de Duitsers werd ontdekt. 
In 1946 werd op de ruïnes van Miła 18 een gedenkheuvel aangelegd: de Anielewicz-heuvel (Kopiec Anielewicza).

## Beschrijving
Tijdens de opstand in het getto van Warschau van 19 april tot 16 mei 1943 was het hoofdkwartier van de gewapende Joodse verzetsbeweging Żydowska Organizacja Bojowa (ŻOB - Joodse Gevechtsorganisatie) in eerste instantie gevestigd op ulica Miła 29. In de laatste dagen van de opstand werd het hoofdkwartier verplaatst naar een 'bunker' op de kruising van ulica Miła en ulica Dubois in de wijk Muranów. Deze ondergrondse schuilplaats bevond zich onder de puinhopen van een groot gebouw dat was verwoest tijdens de Duitse inval in september 1939. Voor de oorlog had deze locatie het adres ulica Miła 18. 

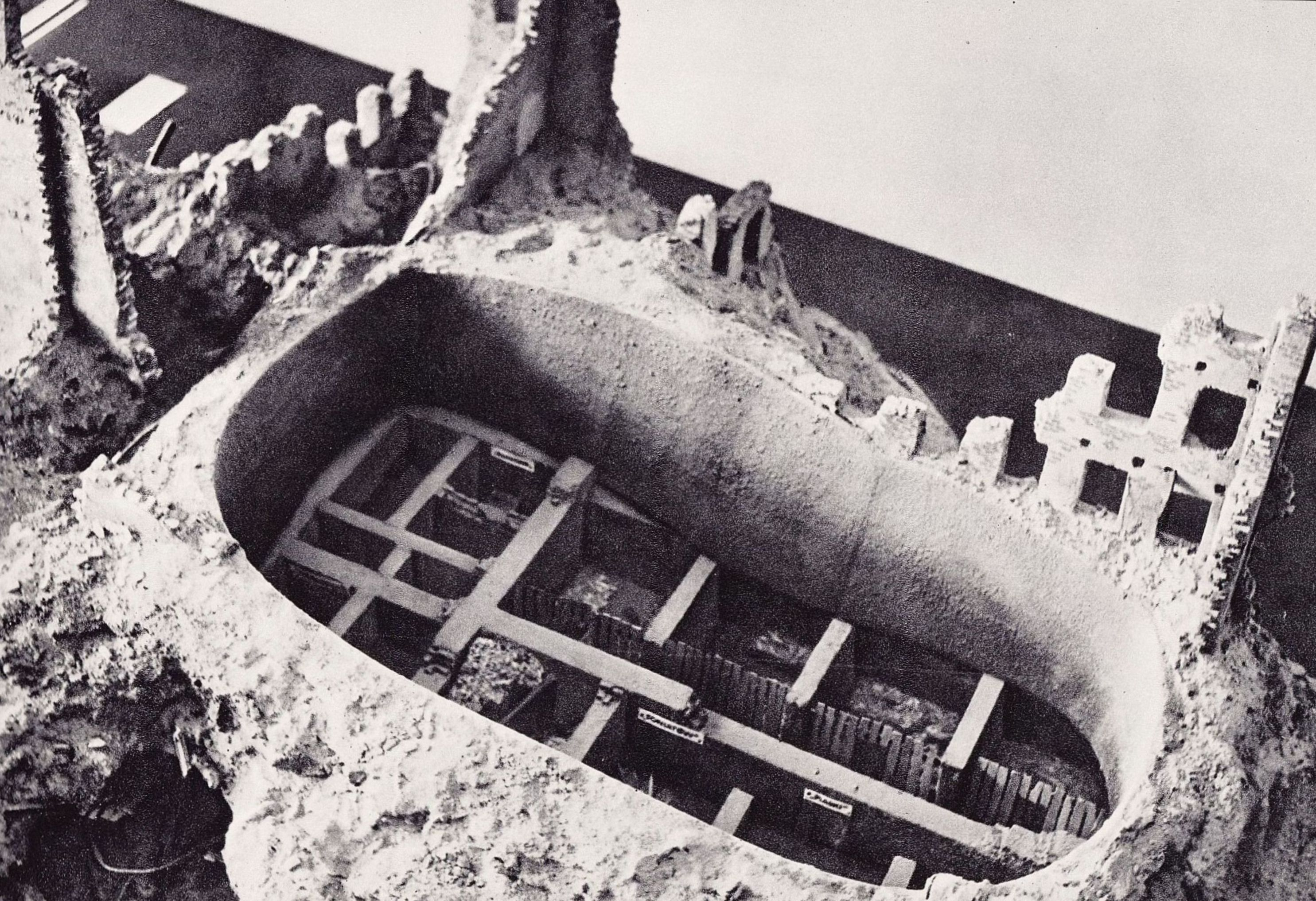
Model van de bunker onder Mila 18

De bunker was gebouwd door en voor de Joodse onderwereld in het getto (de zogenaamde "czompowie"). Deze stond onder leiding van Shmuel Ascher, die sympathiseerde met de verzetsbeweging en hen actief ondersteunde.
De nieuwe schuilplaats was groot, goed uitgerust met wapens en voedsel, en had water en elektriciteit. Er waren meerdere kamers aan weerszijden van een lange smalle gang. Zes verborgen ingangen gaven toegang tot de bunker.  

## Ontdekking door de Duitsers
Op 8 mei 1943 werd Miła 18 omsingeld door de Duitsers en Oekraïense troepen die met hen samenwerkten. Op dat moment waren er ongeveer 300 mensen binnen: strijders, leiders van de Joodse gemeenschap en smokkelaars. Onder hen was ook de commandant van de ŻOB Mordechaj Anielewicz. Na het bevel om zich over te geven, verlieten de niet-strijders de bunker. De ŻOB-strijders bleven zich verzetten, tot de Duitsers gas naar binnen pompten. Tosia Altman was een van de weinige strijders die wisten te ontsnappen via een uitgang die niet door de Duitsers was ontdekt. Volgens haar stierven de meeste Joodse strijders in Miła 18 door zelfdoding, na een oproep van Arie Wilner om niet levend in handen van de Duitsers te vallen. Een van hen, Lutek Rotblat, doodde eerst zijn moeder en daarna zichzelf.

Meer dan 100 strijders stierven in de bunker. Zo'n 15 mensen wisten te ontkomen. De helft van de overlevenden overleed alsnog aan hun verwondingen of de gevolgen van de gasvergiftiging. Anderen sneuvelden na de val van het getto in het Poolse verzet.

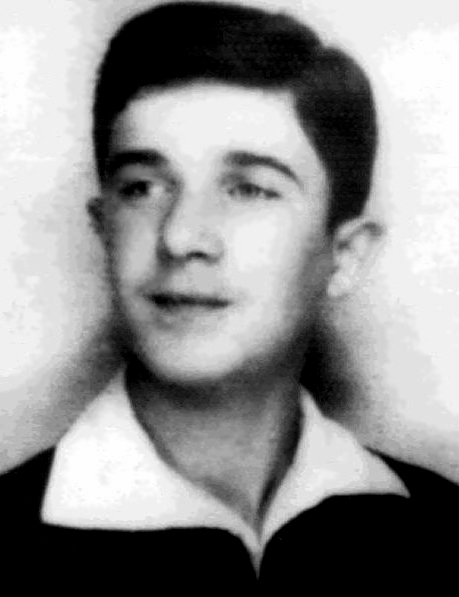
Mordechaj Anielewicz (1919-1943)
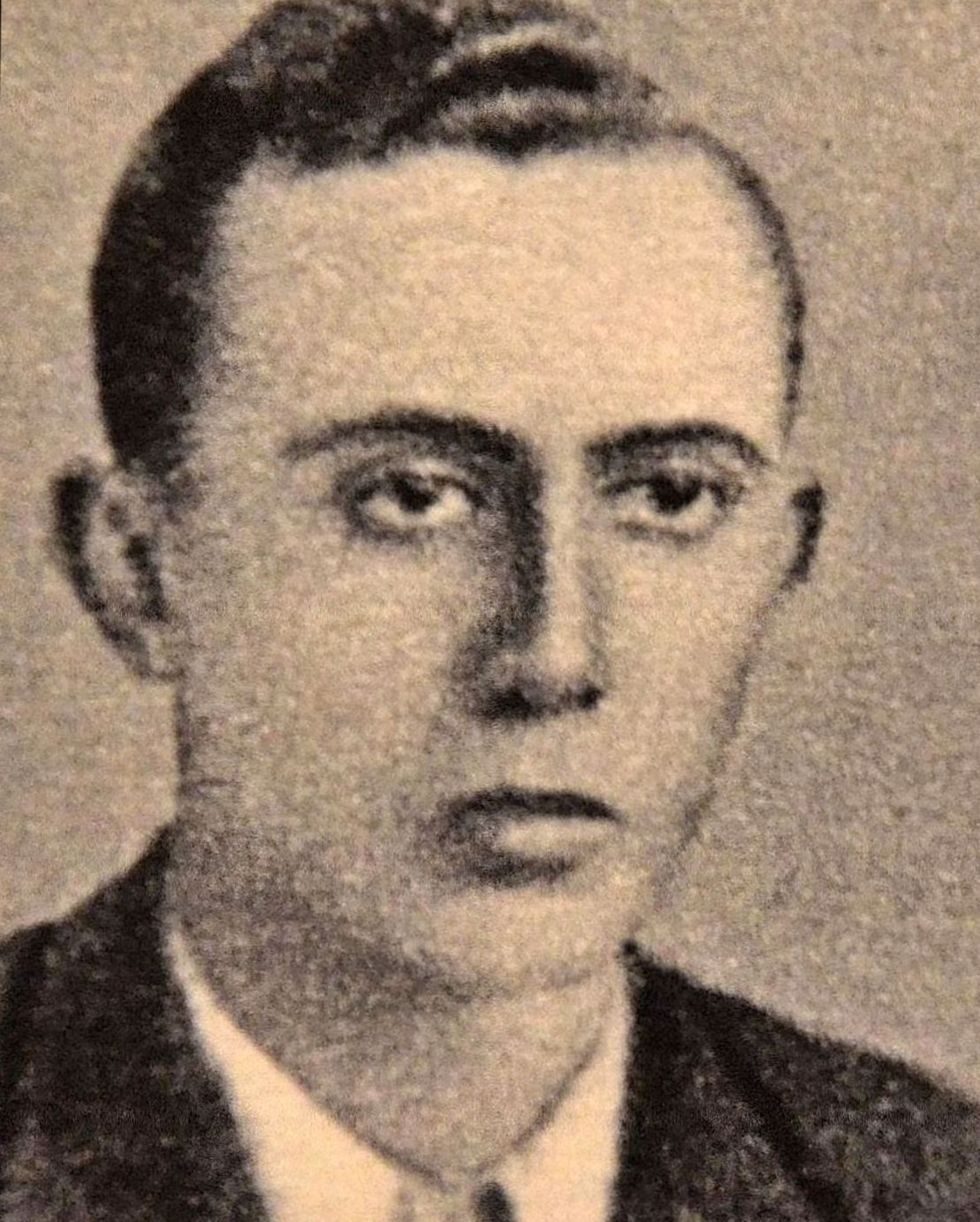
Arie Wilner (1917-1943)
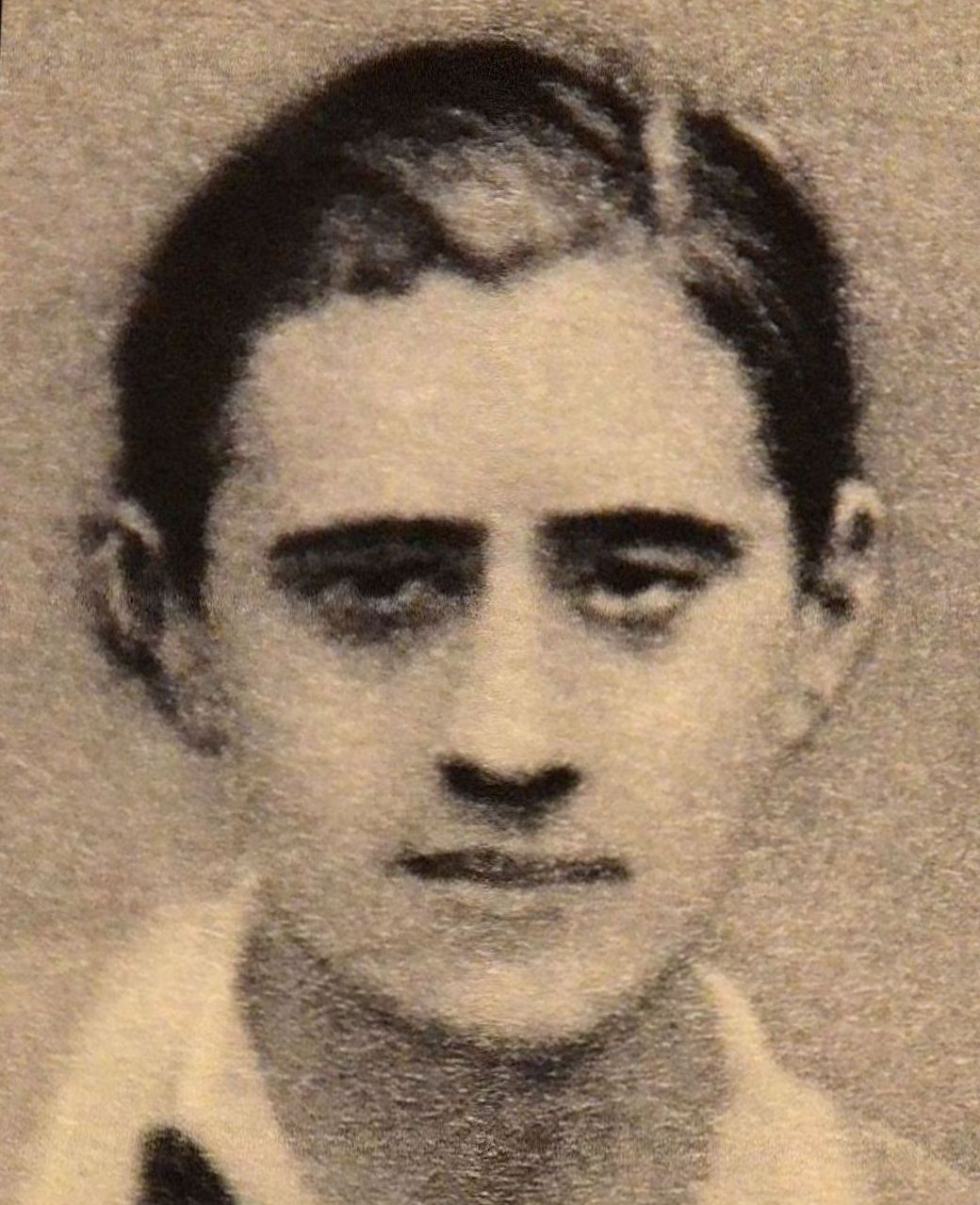
Lutek Rotblat (1918-1943)
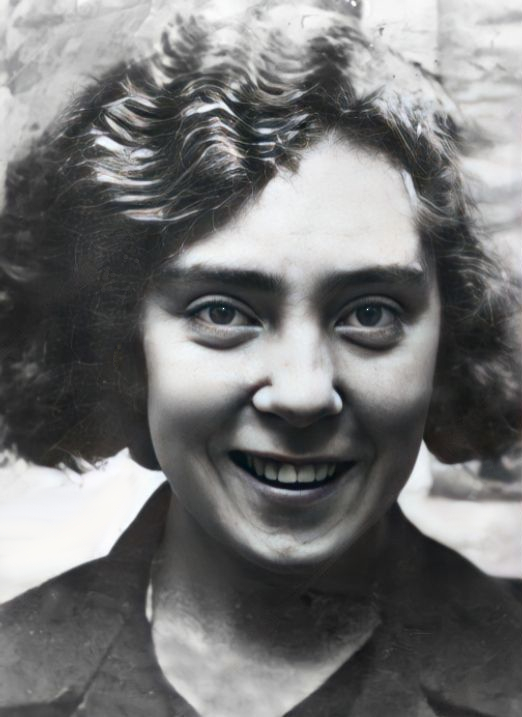
Tosia Altman (1918-1943)

## Nagedachtenis

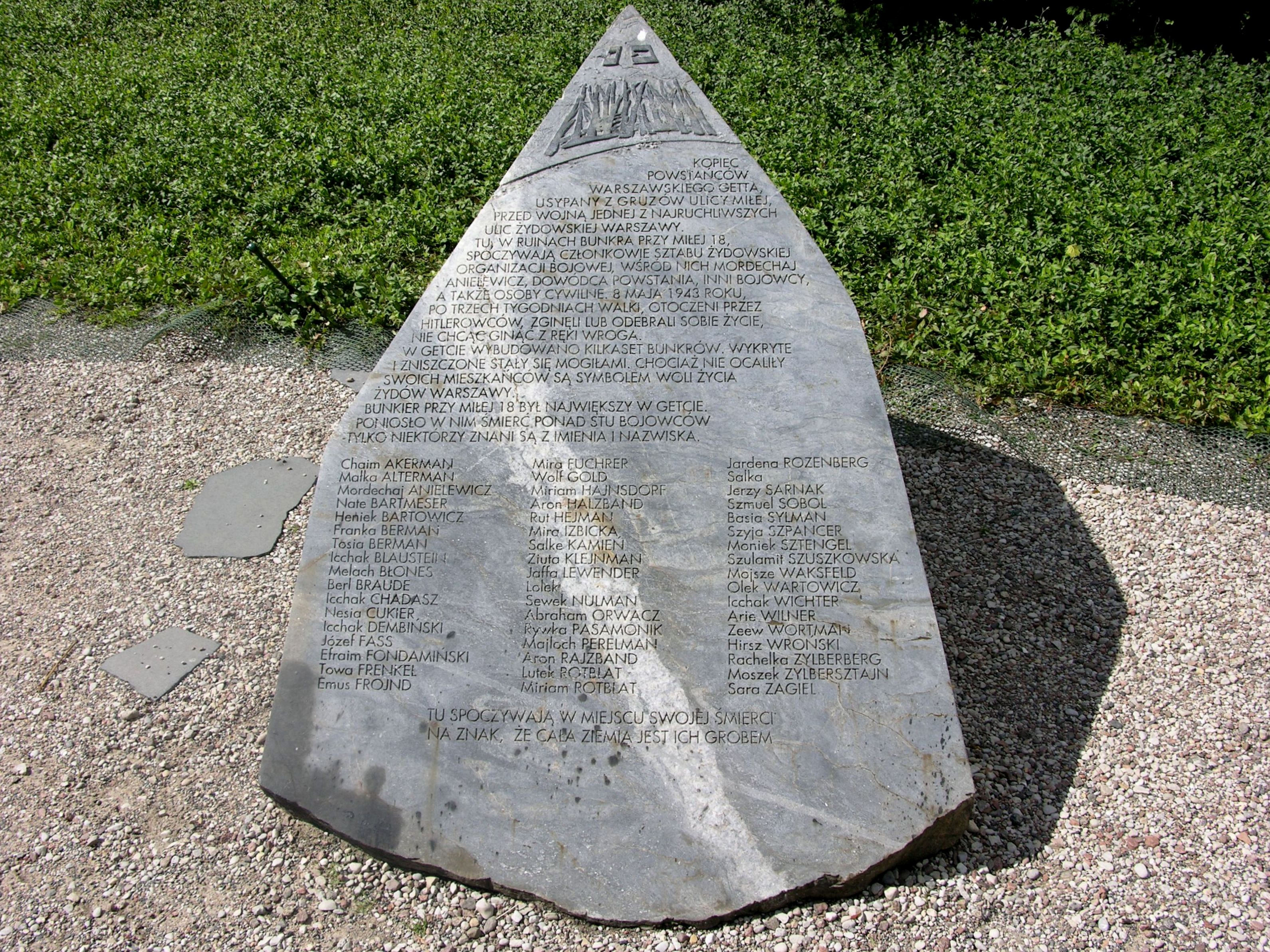
Gedenksteen met de namen van omgekomen strijders

De resten van de bunker werden in mei 1943 dichtgegooid. In 1946 werd op de ruïnes een gedenkheuvel opgeworpen: de Anielewicz-heuvel (Kopiec Anielewicza). Op de heuvel is een obelisk geplaatst met een herdenkingstekst. 
De locatie is behalve een monument ook een oorlogsgraf. Er zijn in 1943 - en ook na het einde van de Tweede Wereldoorlog - geen pogingen gedaan om de lichamen te bergen. Een gedenksteen vermeldt de namen van 51 Joodse strijders waarvan bekend is dat ze in de bunker zijn omgekomen. De identiteit van de overige doden is niet meer te achterhalen.
Het Warschau Ghetto Museum begon in 2022 met archeologisch onderzoek in de omgeving van de Anielewicz-heuvel.
Het boek Mila 18 van de Amerikaanse schrijver Leon Uris beschrijft de opstand van het getto van Warschau en de laatste dagen in Miła 18.